# Hầu Khải
Hầu Khải (tiếng Trung giản thể: 侯凯, bính âm Hán ngữ: Hóu Kǎi, tiếng Latinh: Hou Kai, sinh tháng 4 năm 1962, người Hán) là chính trị gia nước Cộng hòa Nhân dân Trung Hoa. Ông là Ủy viên Ủy ban Trung ương Đảng Cộng sản Trung Quốc khóa XX, hiện là Bí thư Đảng tổ, Tổng Kiểm toán Văn phòng Kiểm toán Trung Quốc, kiêm Chủ nhiệm Văn phòng Ủy ban Kiểm toán Trung ương, và Chủ tịch Ủy ban Kiểm toán Liên Hợp Quốc. Ông nguyên là Phó Tổng kiểm toán Văn phòng Kiểm toán; Phó Bí thư Ủy ban Công các cơ quan Quốc gia và Trung ương; Thường vụ Thành ủy, Bí thư Ủy ban Kiểm tra Kỷ luật Thành ủy Thượng Hải.
Hầu Khải là đảng viên Đảng Cộng sản Trung Quốc, cử nhân tài chính, cao cấp kiểm toán viên. Ông có xuất phát điểm cũng như sự nghiệp thời gian dài trong ngành kiểm toán rồi trở thành người lãnh đạo kiểm toán Trung Quốc.

## Xuất thân và giáo dục
Hầu Khải sinh ra và lớn lên ở thành phố Thẩm Dương, thủ phủ tỉnh Liêu Ninh, Cộng hòa Nhân dân Trung Hoa. Ông lớn lên và tốt nghiệp cao trung ở Thẩm Dương, đến tháng 9 năm 1980 thì thi cao khảo và đỗ Đại học Tài chính tiền tệ Trung ương (中央财政金融学院) nay là Đại học Kinh tế tài chính Trung ương Trung Quốc, tới thủ đô nhập học. Ông theo học tại Khoa Tài chính, chuyên ngành tài chính, tốt nghiệp cử nhân tài chính năm 1980. Tháng 12 năm 1987, ông được kết nạp Đảng Cộng sản Trung Quốc.

## Sự nghiệp

### Văn phòng Kiểm toán
Tháng 8 năm 1984, sau khi tốt nghiệp đại học, Hầu Khải được nhận vào làm việc tại Ty Kiểm toán tài chính của Văn phòng Kiểm toán Trung Quốc. Ông lần lượt là Kkhoa viên, Phó Chủ nhiệm khoa viên rồi Chủ nhiệm khoa viên của Ty Kiểm toán tài chính. Tháng 5 năm 1992, ông nhậm chức Phó Trưởng phòng Tổng hợp, Ty Kiểm toán tài chính, thăng chức thành Trưởng phòng vào tháng 4 năm 1994. Tháng 6 năm 1997, Hầu Khải được điều chuyển về Hà Bắc, giữ chức Phó Huyện trưởng huyện Hương Hà, địa cấp thị Lang Phường. Sau hơn 1 năm luân chuyển địa phương, tháng 9 năm 1998, ông trở lại Văn phòng Kiểm toán, giữ chức Trợ lý Ty trưởng Ty Kiểm toán tài chính. Tháng 11 năm 1999, Hầu Khải được bổ nhiệm làm Phó Ty trưởng Ty Kiểm toán tài chính. Ông được thăng cấp thành Ty trưởng vào tháng 2 năm 2003, chức vụ cấp bậc chính sảnh, cục, địa.
Tháng 1 năm 2007, Hầu Khải được điều chuyển khỏi Văn phòng Kiểm toán, tới Cáp Nhĩ Tân phụ trách Văn phòng đại diện đặc biệt Đông Bắc. Đến tháng 2 năm 2009, ông trở về Bắc Kinh, giữ chức Chủ nhiệm Văn phòng của Văn phòng Kiểm toán. Tháng 10 năm 2010, Hầu Khải được Tổng lý Quốc vụ viện Ôn Gia Bảo bổ nhiệm làm Phó Tổng kiểm toán của Văn phòng Kiểm toán, chức vụ cấp bậc phó tỉnh, bộ. Tháng 7 năm 2011, ông thôi kiêm nhiệm chức vụ Chủ nhiệm Văn phòng Thẩm kế thự. Tháng 11 năm 2012, Hầu Khải được bầu làm Ủy viên thường vụ Ủy ban Kiểm tra Kỷ luật Trung ương Đảng Cộng sản Trung Quốc khóa XVIII.

### Công tác kiểm tra kỷ luật
Ngày 19 tháng 11 năm 2013, Hầu Khải rời công tác ở Văn phòng Kiểm toán, được điều về Thượng Hải, chỉ định vào Ủy ban Thường vụ Thành ủy Thượng Hải, phân công làm Bí thư Ủy ban Kiểm tra Kỷ luật Thành ủy Thượng Hải. Tháng 1 năm 2015, tại phiên họp toàn thể lần thứ tư của Ủy ban Kiểm tra Kỷ luật Thành phố Thượng Hải khóa X, Hầu Khải nói: "Tình hình đấu tranh chống tham nhũng hiện nay vẫn còn ảm đạm và phức tạp. Tham nhũng không phải là một căn bệnh đặc hữu, nó là một bệnh truyền nhiễm, Thượng Hải không phải là một thiên đường và không thể tránh khỏi vấn đề này". Để thúc giục các đơn vị, cơ quan Nhà nước tăng cường trách nhiệm và thực hiện cải cách nội chính một cách hiệu quả, Hầu Khải tiến hành xem xét các báo cáo kiểm tra và cải chính của từng đơn vị sau khi Chính phủ Thành phố kiểm tra và đưa ra đánh giá cụ thể khi phát hiện ra vấn đề. Trong vòng kiểm tra thứ hai của Ủy ban Kiểm Kỷ Thành ủy Thượng Hải năm 2015, đoàn kiểm tra thứ sáu đã phát hiện ra rằng Tập đoàn Kiến thiết thành thị Thượng Hải có những sai phạm kỷ luật Đảng và pháp luật. Sau khi chuyển vấn đề cho các đơn vị kiểm tra, Ủy ban Kiểm tra Kỷ luật tiến hành xử lý, nhận định các sai lầm của Tập đoàn. Đảng ủy Tập đoàn Kiến thiết thành thị Thượng Hải, các các lãnh đạo cơ quan đều bị xử lý kỷ luật.
Tháng 12 năm 2016, Hầu Khải quay trở về thủ đô, được bổ nhiệm làm Phó Bí thư Ủy ban Công các cơ quan Quốc gia và Trung ương Đảng, Bí thư Ủy ban Công tác Kiểm tra Kỷ luật, phụ tá cho Bí thư Ủy ban là Lật Chiến Thư. Tháng 10 năm 2017, ông được bầu làm Ủy viên thường vụ Ủy ban Kiểm tra Kỷ luật Trung ương Đảng Cộng sản Trung Quốc khóa XIX. Tháng 3 năm 2018, ông kiêm nhiệm vị trí Ủy viên Ủy ban Giám sát Nhà nước Trung Quốc, Phó Bí thư Ủy ban Công các cơ quan Quốc gia và Trung ương Đảng, cùng công tác với Bí thư là Đinh Tiết Tường. Hầu Khải xuất phát từ lĩnh vực tài chính, kiểm toán có sự nghiệp tới bảy năm công tác kiểm tra kỷ luật, điều tra cán bộ, chống tham nhũng.

### Tổng Kiểm toán
Ngày 30 tháng 6 năm 2020, sau bảy năm rời Văn phòng Kiểm toán, Hầu Khải được điều chuyển về công tác trở lại, kế nhiệm Tổng Kiểm toán Hồ Trạch Quân. Tổng lý Quốc vụ viện Lý Khắc Cường quyết định đề nghị, Ủy ban Thường vụ Nhân Đại Trung Quốc đã phê chuẩn bổ nhiệm Hầu Khải làm Tổng Kiểm toán Văn phòng Kiểm toán Trung Quốc, chức vụ cấp bộ chính bộ trưởng. Đồng thời, Trung ương Đảng bổ nhiệm ông làm Bí thư Đảng tổ Văn phòng Kiểm toán, kiêm nhiệm Chủ nhiệm Văn phòng Ủy ban Kiểm toán Trung ương, phụ tá Chủ nhiệm Ủy ban là lãnh tụ Tập Cận Bình. Hầu Khải trực tiếp lãnh đạo Kiểm toán Trung Quốc, thôi vị trí tại Ủy ban Kiểm tra Kỷ luật Trung ương và Uỷ ban Giám sát Nhà nước. Cuối năm 2022, ông tham gia Đại hội Đảng Cộng sản Trung Quốc lần thứ XX từ đoàn đại biểu khối cơ quan trung ương Đảng và Nhà nước. Trong quá trình bầu cử tại đại hội, ông được bầu là Ủy viên Ủy ban Trung ương Đảng Cộng sản Trung Quốc khóa XX. Trong lĩnh vực kiểm toán, Hầu Khải còn tham gia hoạt động quốc tế. Ngày 29 tháng 11, ông được bầu làm Chủ tịch Ủy ban Kiểm toán Liên Hợp Quốc nhiệm kỳ 2 năm, bắt đầu từ ngày 1 tháng 1 năm 2023.